# Fútbol 7 en los Juegos Paralímpicos
El fútbol 7 adaptado fue incluido en los Juegos Paralímpicos de Verano desde la séptima edición que se celebró en Nueva York (Estados Unidos) y Stoke Mandeville (Reino Unido) en 1984. El deporte dejó de formar parte del programa paralímpico a partir de la edición de Tokio 2020.

## Ediciones
| N.º  | Año  | Sede                        | País                       |
| ---- | ---- | --------------------------- | -------------------------- |
| I    | 1984 | Nueva York Stoke Mandeville | Estados Unidos Reino Unido |
| II   | 1988 | Seúl                        | Corea del Sur              |
| III  | 1992 | Barcelona                   | España                     |
| IV   | 1996 | Atlanta                     | Estados Unidos             |
| V    | 2000 | Sídney                      | Australia                  |
| VI   | 2004 | Atenas                      | Grecia                     |
| VII  | 2008 | Pekín                       | China                      |
| VIII | 2012 | Londres                     | Reino Unido                |
| IX   | 2016 | Río de Janeiro              | Brasil                     |

## Medallero histórico
- Resultados de 1984 a 2016.[2]

| Núm. | País                 | Oro | Plata | Bronce | Total |
| ---- | -------------------- | --- | ----- | ------ | ----- |
| 1    | Ucrania (UKR)        | 3   | 2     | 0      | 5     |
| 2    | Países Bajos (NED)   | 3   | 0     | 0      | 3     |
| 3    | Rusia (RUS)          | 2   | 2     | 1      | 5     |
| 4    | Bélgica (BEL)        | 1   | 1     | 0      | 2     |
| 5    | Estados Unidos (USA) | 1   | 0     | 0      | 1     |
| 6    | Brasil (BRA)         | 0   | 1     | 2      | 3     |
| 6    | Irán (IRI)           | 0   | 1     | 2      | 3     |
| 6    | Irlanda (IRL)        | 0   | 1     | 2      | 3     |
| 9    | Canadá (CAN)         | 0   | 1     | 0      | 1     |
| 9    | Portugal (POR)       | 0   | 1     | 0      | 1     |
| 11   | Reino Unido (GBR)    | 0   | 0     | 2      | 2     |
| 12   | España (ESP)         | 0   | 0     | 1      | 1     |
|      | TOTAL                | 10  | 10    | 10     | 30    |